# Ficus
Ficus és un gènere de plantes llenyoses de la família de les moràcies, de fulles simples i en siconi que comprèn unes 2.000 espècies, pròpies de països tropicals i subtropicals.
És el gènere al qual pertany la figuera i moltes plantes utilitzades com ornamentals anomenades popularment com Ficus. Les plantes d'aquest gènere adopten la forma d'arbres, arbusts i lianes i fan el fruit (una figa normalment comestible) en forma de siconi. Són originàries de la zona de clima tropical amb unes poques espècies en zones de clima temperat càlid.

## Taxonomia
El gènere Ficus inclou les espècies següents:
| - Ficus altissima - Ficus americana - Ficus aurea (Ficus estrangulador) - Ficus benghalensis banià de l'Índia - Ficus benjamina - Ficus broadwayi - Ficus carica - Figuera - Ficus citrifolia (Ficus de fulles curtes) - Ficus coronata - Ficus drupacea - Ficus elastica (Ficus del cautxú) - Ficus glabrata (Amate) - Ficus godeffroyi - Ficus grenadensis - Ficus hartii - Ficus involuta (inclòs dins F. glabrata) - Ficus laevigata - Ficus lyrata - Ficus macbrideii - Ficus macrophylla - Ficus microcarpa - Ficus nitida (Ficus de l'Índia) | - Ficus nota - Ficus obliqua - Ficus obtusifolia - Ficus palmata - Ficus prolixa - Ficus pumila - Ficus racemosa - Ficus religiosa (Figuera de les pagodes) - Ficus retusa (inclòs dins F. nitida) - Ficus roxburghii - Ficus imperial - Ficus rubiginosa - Ficus rumphii - Ficus stahlii - Ficus sycomorus - Sicòmor - Ficus thonningii - Ficus tinctoria - Ficus tobagensis - Ficus triangularis - Ficus trigonata - Ficus ulmifolia - Ficus virens - Ficus vogelii - Ficus watkinsiana (inclòs dins F. aurea) |